# Syzygiella elongella
Syzygiella elongella là một loài rêu tản trong họ Jungermanniaceae. Loài này được (Taylor) Feldberg, Váňa, Hentschel & J. Heinrichs miêu tả khoa học lần đầu tiên năm.